# Linsanity
Linsanity ist eine Dokumentation über den Basketballspieler Jeremy Lin des Regisseurs Evan Leong. Der Titel ist ein Kofferwort aus dem Nachnamen Lin und englisch insanity ‚Wahnsinn‘. Diese Wortschöpfung wurde 2012 in den USA zu einer der meistverwendeten. Der Film hatte seine Premiere am 20. Januar 2013 beim Sundance Film Festival. Ein Teil der Finanzierung zur Veröffentlichung erfolgte 2013 über die Crowdfunding-Plattform Kickstarter.

## Handlung
Der Film begleitete den taiwanisch-stämmigen Jeremy Lin über fünf Jahre bei seinem Aufstieg in der NBA.

## Kritiken
Linsanity erhielt ein durchwachsenes Presseecho, was sich auch in den Auswertungen US-amerikanischer Aggregatoren widerspiegelt. So erfasst Rotten Tomatoes mehrheitlich wohlwollende Besprechungen und ordnet den Film dementsprechend als „Frisch“ ein. Laut Metacritic fallen die Bewertungen im Mittel „Gemischt oder Durchschnittlich“ aus.

„Linsanity ist derart gelungen, dass ich während der Vorführung einige Male richtig Gänsehaut hatte. Der Film ist inspirierend, aufrichtig, mitreißend und hat die Außenseiterstory schlechthin zum Thema. Er verleiht einer modernen Sportlegende ein menschliches Gesicht.“